# مسجد تورونتشلو
مسجد تورونتشلو ويعرف أيضًا مسجد تورونتشلو فتحية، هو مسجد يقع في حي إبليك بازار في مدينة نيقوسيا في قبرص الشمالية، يعود تاريخه إلى الفترة العثمانية، يتسع المسجد لـ 210 مصلين، بمساحة داخلية 148 متر مربع.

## التاريخ
في عام 1825 قام محمد آغا حاكم قبرص ببناء المسجد مكان مسجد قديم بالموقع، وفي عام 1972 إنهار الجدار الخارجي للمسجد، اعيد بناؤه لاحقًا.

## البنيان
تتكون الواجهة الشمالية للمسجد من ستة أقواس مدببة على أعمدة دائرية، والغربية من أربعة أقواس مدببة أخرى.
يوجد فوق المدخل نقش باللغة التركية العثمانية يوضح بالتفصيل أن المسجد السابق قد تم هدمه وبنائه على يد محمد أمين آغا، الحاكم العثماني لقبرص في عام 1825، بالإضافة إلى المسجد قام الحاكم أيضًا بترميم المدرسة الواقعة جوار المسجد.

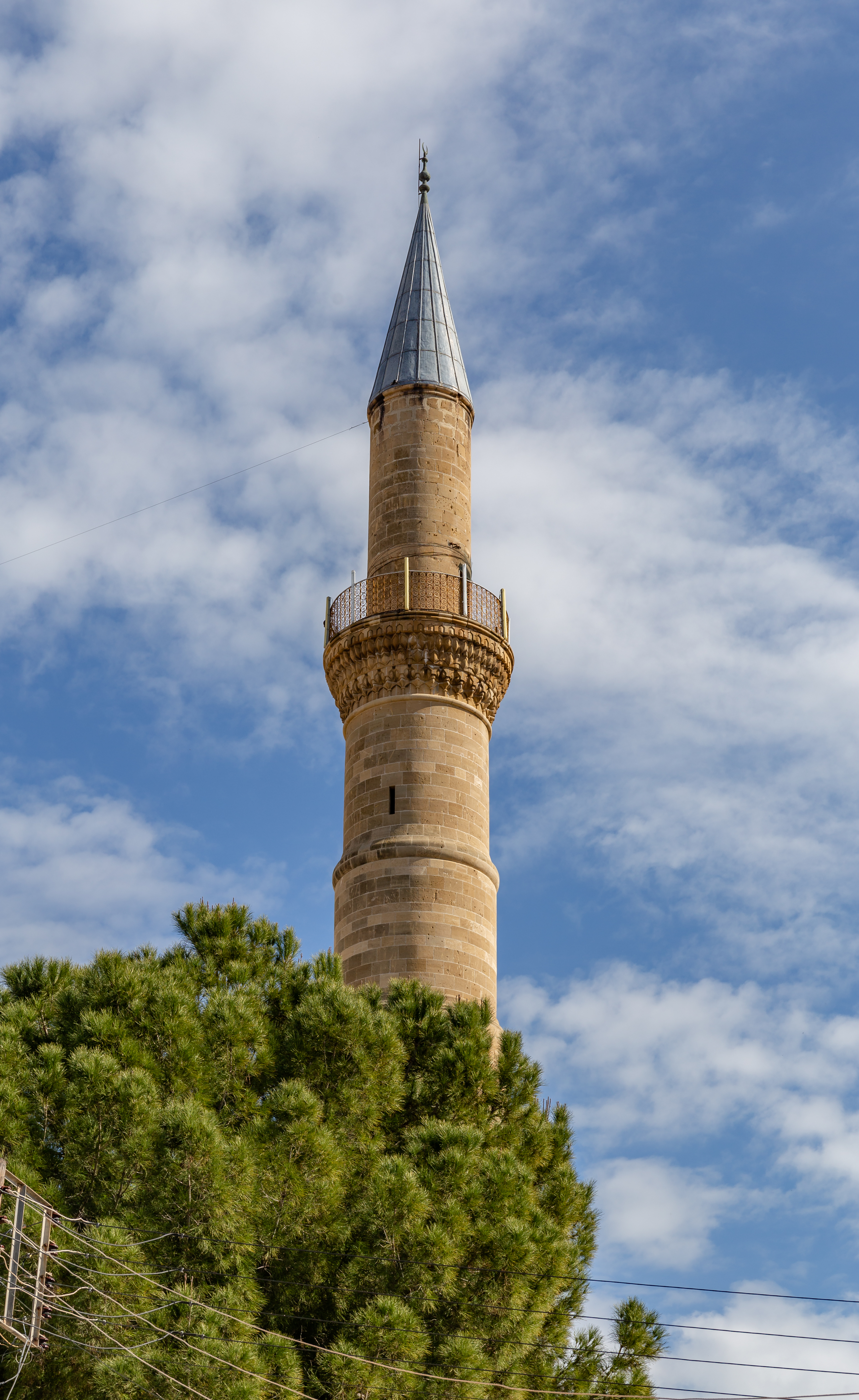
مئذنة مسجد تورونتشلو في مدينة نيقوسيا في قبرص الشمالية

يوجد طابق نصفي خشبي في الشمال الشرقي يعمل كقسم للنساء يتم الوصول إليه عبر السلالم الخشبية، تقع المئذنة الأسطوانية في الشمال الشرقي ولها شرفة واحدة مزخرفة، يتم الوصول إلى المئذنة من خلال مكان الصلاة بالمسجد.